# Mirosław Korbel
Mirosław Korbel (ur. 31 stycznia 1963 w Rydułtowach) – polski żużlowiec.
Licencję żużlową uzyskał w 1982 roku. W rozgrywkach o Drużynowe Mistrzostwo Polski startował przez następne 20 lat, reprezentując kluby ROW-u Rybnik (1982–1994, 1996–1998), Polonii Piła (1995), Wandy Kraków (1999) oraz Śląska Świętochłowice (2000–2002). W czasie swojej kariery zdobył trzy medale DMP: dwa srebrne (1988, 1990) oraz brązowy (1989). Dwukrotnie stawał na podium Mistrzostw Polski Par Klubowych, w latach 1988 (medal srebrny) oraz 1990 (medal brązowy). W 1984 r. wystąpił w finale Młodzieżowych Drużynowych Mistrzostw Polski, zdobywając srebrny medal, był również dwukrotnym medalistą Młodzieżowych Mistrzostw Polski Par Klubowych (1983 – I m., 1984 – II m.).
W finałach Indywidualnych Mistrzostw Polski uczestniczył czterokrotnie, największy sukces odnosząc w 1990 r. w Lublinie, gdzie zdobył tytuł wicemistrzowski. W tym samym roku odniósł kolejny indywidualny sukces, zwyciężając w serii turniejów o "Złoty Kask". W 1988 r. zajął II m. w Memoriale im. Jana Ciszewskiego w Rybniku, wystąpił również w eliminacjach Indywidualnych Mistrzostw Świata, awansując do finału kontynentalnego, rozegranego w Lesznie (w turnieju tym zajął XV m.).